# Burgstall Stetten (Niedertaufkirchen)
Der Burgstall Stetten, auch Burgstall Hohenbuchbach genannt, ist eine abgegangene Höhenburg zwischen Stetten und Hohenbuchbach in der Gemeinde Niedertaufkirchen im Landkreis Mühldorf am Inn in Bayern.

## Geschichte
Der genaue Zeitpunkt des Baus der Burg ist unbekannt. Ein Chuno von Buchbach ist 1123 urkundlich als zu den „liberi homines“ gehörend genannt. Falls Hohenbuchbach (= Stetten) gemeint ist, so ist dies die spätere Hofmark, zu der grundherrschaftlich alle 13 Anwesen Stettens gehörten.
Die Puechpecken, der Buchbacher Ortsadel, besaßen  jedenfalls hier ab 1215 eine Burg oder ein Schloss. Spätestens seit 1433 war das Schloss Hohenbuchbach im Besitz der Herren von Pellkoven zu Moosthenning. Nach dem Tod des Wolfgang von Pellkoven 1584 veräußerten seine Erben den von ihm hinterlassenen Besitz, und so ging Hohenbuchbach zwischen 1578 und 1585 durch Kauf an Wolf Josef von Höhenkirchen über. Obwohl die Herren von Pellkoven seither nicht mehr auf Hohenbuchbach ansässig waren, nannten sich zahlreiche Mitglieder der Familie auch weiterhin nach diesem Besitz. Wann Schloss Hohenbuchbach niedergelegt wurde, ist nicht bekannt.
1752 wird wieder die Hofmark Stetten, genannt Hohenbuchbach erwähnt, die dem Pfleggericht Neumarkt zugeordnet war. Diese erscheint auch 1794 in den Unterlagen der Hofkammer München. Das um 1820 aus der Hofmark hervorgegangene Patrimonialgericht II. Klasse bestand bis zur Revolution 1848.
Der Burgstall Stetten ist als „Burgstall des Mittelalters und der frühen Neuzeit (Burg Hohenbuchbach)“ beim Bayerischen Landesamt für Denkmalpflege unter der Aktennummer D-1-7641-0008 als Bodendenkmal verzeichnet. Der Burgstall ist heute weitgehend bewaldet.